# Grammia
Grammia é um gênero de traça pertencente à família Arctiidae.